# Heinz Hapke
Heinz Hapke (geboren 1940 oder 1941; gestorben am 8. April 2022) war ein deutscher Hockeyspieler.

## Werdegang
Heinz Hapke stammte aus Berlin. Da er sich von Jugend an für den Hockeysport interessierte, wurde er Mitglied des Berliner HC, einem der führenden deutschen Hockeyvereine in den 1950er und 1960er Jahren. Da er besonders gute Leistungen aufwies, wurde er bald Stammspieler der ersten Mannschaft seines Vereins, mit der er sowohl im Feldhockey als auch im Hallenhockey mehrfach Deutscher Meister wurde. Im Feldhockey gelang ihm dies vier Mal, und zwar in den Jahren 1961, 1962, 1963 und 1965.
Neben diesen Deutschen Meisterschaften im Feldhockey gelang es den Berliner HC mit Heinz Hapke, auch in den Jahren 1962, 1963 und 1965 die Deutsche Meisterschaft im Hallenhockey zu erkämpfen.
Für den Gewinn der deutschen Meisterschaft im Feldhockey – 1963 zum fünften Mal – zeichnete Bundespräsident Heinrich Lübke die Mannschaft des Berliner HC in der Besetzung Heinz Hapke, Wolfgang End, Jürgen Jacobsen, Bordhard Pohl, Dagobert Schachner, Carsten Keller, Klaus Greinert, Klaus Hagen, Balduin Schindler, Rolf Knorr, Klaus Kemmer, Fritz Bartels, Bernd Wunderlich und Rainer Jacobsen am 24. Dezember 1963 mit dem Silbernen Lorbeerblatt aus.
Heinz Hapke starb am 8. April 2022 im Alter von 81 Jahren.